# Crocomela marginata
Crocomela marginata är en fjärilsart som beskrevs av W. Warren 1900. Crocomela marginata ingår i släktet Crocomela och familjen björnspinnare. Inga underarter finns listade i Catalogue of Life.